# Шипук, Павел Владимирович
Па́вел Влади́мирович Шипу́к (бел. Павел Уладзіміравіч Шыпук; 1 мая 1949, дер. Ополь, Брестская область — 25 мая 2014) — советский, белорусский инженер; член Совета Республики Национального собрания Республики Беларусь 1-го и 2-го созывов (1997—2004).

## Биография
В 1966—1967 гг. работал инструктором Ивановского райкома комсомола. В 1972 г. окончил Белорусский политехнический институт по специальности «инженер-химик-технолог».
С 1972 г. работал на Гомельском стеклозаводе: мастером смены, затем старшим инженером-технологом, начальником цеха, главным инженером, директором, председателем правления — директором организации арендаторов. В 1994 — президент ОАО «Гомельстекло».
В 1994—1997 гг. — председатель Гомельского облисполкома.
В 1997—2004 г. — член Совета Республики Национального собрания Республики Беларусь 1-го и 2-го созывов: председатель Совета Республики (1997—2000), председатель Межпарламентского комитета Республики Беларусь, Республики Казахстан, Кыргызской Республики и Российской Федерации (1998—2001), председатель Комиссии по региональной политике (2000 — 15.11.2004), член Президиума Совета Республики (2000 — 15.11.2004).

### Семья
Женат, двое детей.

## Награды
- Орден Отечества ІІІ степени (1997).
- Почётный профессор Белорусской политехнической академии (1997).
- Почётная грамота Национального собрания Республики Беларусь (23 апреля 1999 года) — за плодотворную законодательную деятельность, большой вклад в реализацию социально-экономической  политики государства и активное участие в политической и общественной жизни[4].
- Орден «Содружество» (8 декабря 2000 года, Совет Межпарламентской Ассамблеи государств — участников СНГ) — за активное участие в деятельности Межпарламентской Ассамблеи и её органов,  вклад в укрепление дружбы между народами государств — участников Содружества[5].

## Память
- На территории ОАО «Гомельстекло» на стене административного здания цеха полированного стекла в честь Павла Владимировича 10 августа 2016 года установлена мемориальная доска[6]. Её открытие приурочено к 20-летию пуска цеха, идейным вдохновителем, организатором и руководителем строительства которого являлся Павел Владимирович.